# 黒澤英典
黒澤英典（くろさわ　ひでふみ、1937年 - 　）は、日本の教育学者。武蔵大学名誉教授。

## 人物
埼玉県秩父郡両神村（現小鹿野町）1937年生まれ
1960年 埼玉大学教育学部卒
埼玉県立浦和高等学校定時制・蕨高等学校定時制教諭
1961年~63年 東京教育大学聴講生
1963年 青山学院大学大学院文学研究科修士課程教育学専攻入学
1965年 青山学院高等部講師・教諭
1969年 青山学院大学大学院文学研究科教育学専攻博士課程単位修得退学
1975年 流通経済大学助教授・教授
1985年 武蔵大学人文学部教授（教育哲学、教育史、教師教育）
1992年 日中教育研究交流会議監事
1993年 第一回日中教師教育国際シンポジュム日本側実行委員（中国華東師範大学）
1995年 第二回日中教師教育国際シンポジュム日本側実行委員（日本中央大学）
1997年 武蔵大学人文学部研究委員長
文部省メディア開発センター・アドバイザー
環太平洋教師教育国際シンポジュム日本側実行委員（北京師範大学）
1998年 文部省委託事業衛星通信利用による武蔵大学公開講座委員
文部省委託事業衛星通信利用による公開講座専門委員会委員長
秩父高等看護学校の創設に参画
2001年 武蔵大学人文学部長、武蔵学園常任理事、武蔵大学協議委員
2008年 退職、名誉教授、白雉教育会名誉顧問
放送大学埼玉学習センターアドバイザー
日本子どもを守る会理事等

## 略歴

### 特別研究員（海外研究・調査）
1994年 北京大学高等教育科学研究所客員研究員として張光珮教授と共同研究「近代社会における日中教員養成制度の比較研究」
及び大学院生に「現代日本の教育改革」講義等
1995年 ドイツにSchnepfenthalのC.G Salzmannschuleを訪問し、研究資料収集及び「日本におけるC.G Salzmannschuleの教育思想の受容」講演
2000年 北京大学大学院日本文化センター特任教授として教員養成制度について講義及び資料収集。河北大学・北京外国語大学・北京首都師範大学・天津市教育委員会で講演・懇談・学校視察
2001年 スイスに滞在し、J.H Pestalozzi研究所、Neuhof、Burgdorf、Stanz、Ifeldon等訪問し、J.H Pestalozzi研究・資料収集。北京大学大学院日本文化センター及び河北大学教育学院特任教授として「現代日本の教育改革の動向」について講義。および北京市内の小学校中学校の授業参観中国教育改革資料収集。

### 教育活動
青山学院大学・聖心女子大学・中央大学・東洋大学・東京外国語大学・茨城大学・放送大学・拓殖大学・高千穂商科大学・武蔵野女子大学、立教女学院短期大学、国立西埼玉病院付属看護学校、多摩全生園付属看護学校、浦和市立高等看護学院、秩父高等看護学校等の講師、さらに、北京大学大学院日本文化センター特任教授、及び北京大学高等教育科学研究所客員研究員等歴任

## 社会的活動
全国教員養成問題研究連絡協議会世話人
日本教師教育学会創設に参画・常任理事
現代教師養成研究会代表
文部省教員の資質向上協議会委員
第19期日本学術会議会員候補（教育学関連）
東京都教員養成審議会委員
全国私立大学教職課程研究連絡協議会運営委員
関東地区教職課程研究連絡協議会常任運営委員
東京地区教育実習研究連絡協議会会長
東京都練馬区地域教育力・体験活動推進協議会会長、練馬区子ども読書活動推進協議会会長、練馬区生涯学習推進協議会委員
埼玉県生涯学習実践作文審査委員会委員長
白岡町情報公開個人情報保護審査委員会委員長、白岡町第3次総合振興計画審査委員、白岡市環境審議委員会委員長、白岡市教育委員会評価・点検委員、白岡市新設図書館建設検討委員、白岡市文書資料審議会委員
埼玉県秩父郡小鹿野町教育委員会委員長・21世紀の小鹿野町の教育を考える町民会議創設・答申「小鹿野の子は小鹿野で育てる」
埼玉県秩父郡西秩父三町村合併を実現する会・住民自主投票管理委員会副委員長
埼玉県秩父郡両神村閉村の碑文起草
第61回鎌倉円覚寺夏期講座講師等

## 著書
- 『戦後教育の源流を求めて 前田多門の教育理念』内外出版 (1982)
- 『戦後教育の源流』学文社 (1994)
- 『私立大学の教師教育の課題と展望～ 21世紀の教師教育の創造的発展をめざして～』学文社 (2006)
- 『ペスタロッチ―に還れ～教育的格差・貧困・偏見に挑む～』学文社　(2018)
- 『青少年の社会参加とリーダーの在り方』茨城県教育委員会　(1981)
- 『雑誌・公民教育（1932～1942）解説・総索引』雄松堂書店　(1995)
- 『放送大学埼玉学習センター秩父校の創設と廃校の経緯』埼玉学習センター　(2019)
- 『教育一路』関根出版　(1998)
- 『憧憬（Sehensucht）』永和印刷　(2008)

### 主な共編著
- 『教育実習ハンドブック』村上泰治共著　酒井書店　(1972)
- 『教育原理』木下法也・宮地誠哉編共著　酒井書店　(1978)
- 『「現代社会」の理論と実践 ～新しい社会科教育の創造を目指して～』中野目直明共編 酒井書店 (1983)
- 学校改善実践全集 23 『信頼し合う教師と父母』高橋均共著 ぎょうせい (1987)
- 『現代社会の教育課題 ～青少年のすこやかな成長・発達を求めて～』朝倉・橋本等共著 学文社 (1987)
- 『高校初期社会科の研究 ～「一般社会」「時事問題」の実践を中心として～』若菜俊文,和井田清司,宇田川宏共著 学文社 (1998)
- 『「居場所づくり」から「要場所づくり」へ』練馬区地域教育力・体験活動推進協議会共編著 学文社 (2006)
- 『教育実習64の質問』寺崎昌男,別府昭郎共編著 学文社 (2009)
- 日本教師教育学会創設10周年記念刊行事業『教師教育学講座』全3巻編集責任者蔵原等共編著　学文社　(2011)
- 『教師を目指す人の介護等体験ハンドブック』望月・近藤・関川共編著　大修館書店　(2020)
- 『教育実習の研究　～訪問指導を中心として～』坂本・安藤等共編著　ぎょうせい　(1991)
- 『80年代の高校生教育』日比・小林編共著　ぎょうせい　(1980)
- 『道徳の理念と教育実践』久保田信之共著　酒井書店　(1981)
- 『初期社会科実践史研究』平田嘉三編共著　教育出版　(1986)
- 『危機の時代～武蔵大学公開講座～』横倉等共著　お茶の水書房　(2000)

## 論文
- Cinii

## 注
1. ↑  “私立大学の教師教育の課題と展望―２１世紀の教師教育の創造的発展をめざして”. 紀伊國屋書店ウェブストア｜オンライン書店｜本、雑誌の通販、電子書籍ストア. 2023年1月1日閲覧。